# Calatayud
Calatayud ist eine Stadt und eine Gemeinde (municipio) mit 19.850 Einwohnern (Stand: 2024) in der Provinz Saragossa der Autonomen Region Aragonien im Nordosten Spaniens. Die historische Altstadt wurde als Kulturgut (Bien de Interés Cultural) in der Kategorie Conjunto histórico-artístico anerkannt; sie ist ebenfalls eine Station des Camino del Cid. Calatayud ist eines der wenigen städtischen Zentren in der insgesamt bevölkerungsschwachen Serranía Celtibérica.
Die Einwohnerinnen und Einwohner werden Bilbilitanas bzw. Bilbilitanos genannt.

## Lage und Klima
Die Stadt Calatayud liegt im Tal des Río Jalón gut 87 km (Fahrtstrecke) südwestlich der Provinzhauptstadt Saragossa in einer Höhe von ca. 540 m. Die sehenswerten Städte Sigüenza und Medinaceli befinden sich ca. 85 km südwestlich. Das Klima ist im Winter rau, im Sommer dagegen gemäßigt bis warm; der spärliche Regen (ca. 380 mm/Jahr) fällt übers Jahr verteilt.

## Bevölkerungsentwicklung
| Jahr      | 1857   | 1900   | 1950   | 2000   | 2024   |
| Einwohner | 11.037 | 11.526 | 18.762 | 17.876 | 19.850 |

Als Folge zunehmender Trockenheit, der Mechanisierung der Landwirtschaft, der Aufgabe von zahlreichen bäuerlichen Kleinbetrieben („Höfesterben“) und des daraus resultierenden geringeren Arbeitskräftebedarfs auf dem Land ist die Zahl der städtischen Einwohner infolge der Landflucht deutlich gestiegen.

## Wirtschaft und Infrastruktur

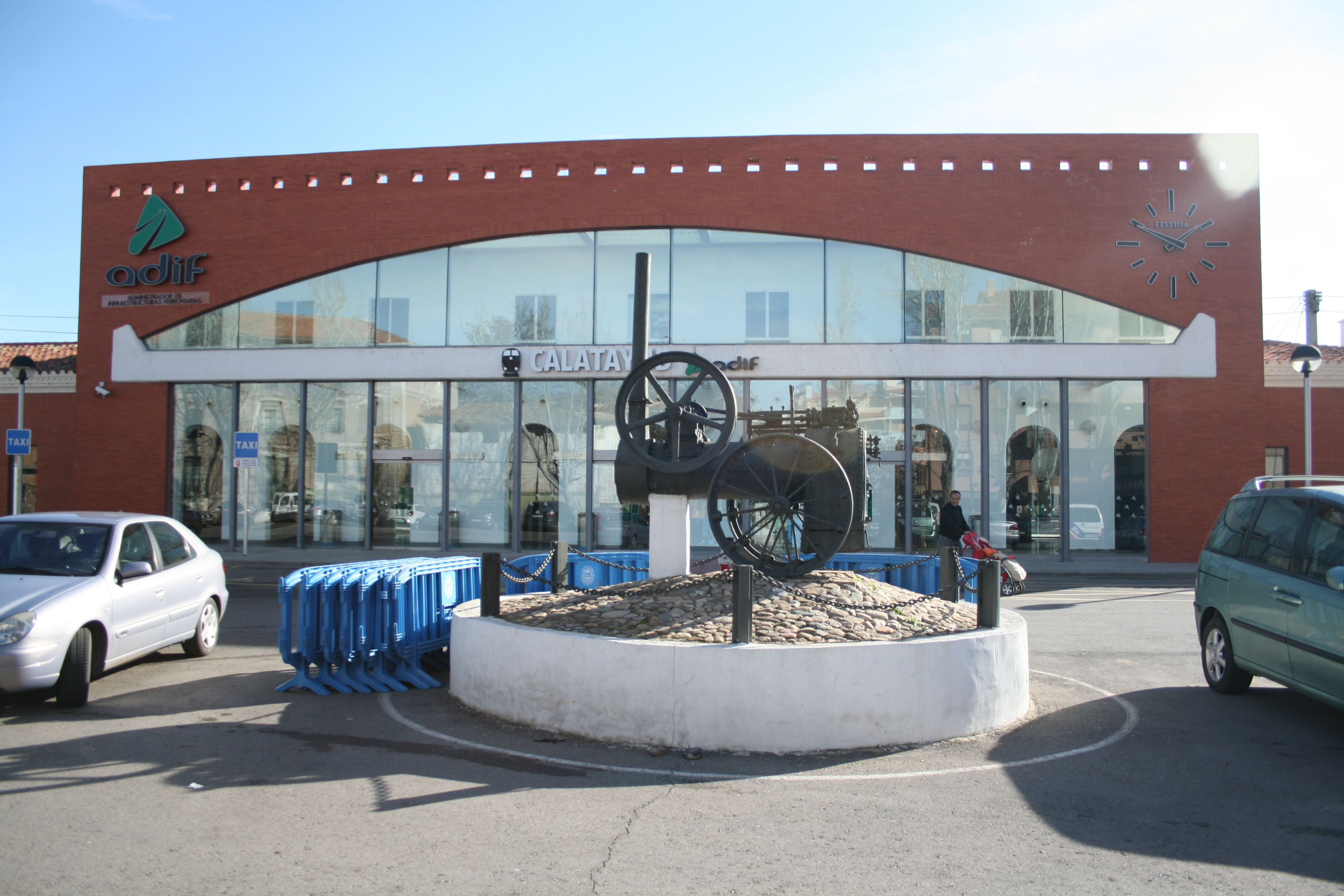
AVE-Bahnhof

Calatayud ist das Zentrum einer landwirtschaftlichen Umgebung, in der unter anderem Wein, Oliven und Früchte produziert werden. Herausragend ist die Bedeutung des Weinbaugebietes (siehe unten). Die Stadt selbst ist regionales Handels-, Handwerks- und Dienstleistungszentrum und überdies ein touristischer Anlaufpunkt mit bedeutenden Baudenkmälern.
Calatayud liegt zwischen Madrid und Saragossa an der Nationalstraße N-II und ist damit für den Straßenverkehr sehr gut mit dem Zentrum des Landes (Madrid) wie mit dem Nordosten (Barcelona) und Norden (Baskenland) verbunden. Seit 2003 hält der spanische Hochgeschwindigkeitszug AVE auf der Strecke Madrid-Saragossa in Calatayud, wenn auch nicht bei allen Verbindungen.
Calatayud ist Zentrum eines rund 5940 Hektar umfassenden Weinbaugebietes in Höhenlagen zwischen 550 und 880 m. Dieses umfasst weite Teile der Comunidad de Calatayud als auch im Tal des Ebro und den Tälern seiner Nebenflüsse Jalón, Jiloca, Manubles, Mesa, Piedra und Ribota. Das Rebland wird von ca. 2700 Winzern bearbeitet und es gibt zahlreiche Bodegas. Calatayud erhielt im Februar 1990 den Status einer D.O. Der Exportanteil beträgt ca. 70 %. Es werden frische und fruchtige Weißweine, kräftige Roséweine auf Basis der Rebsorte Garnacha sowie geschmacksvolle, warme Rotweine erzeugt.

## Geschichte
Die ersten Einwohner der Gegend um das heutige Calatayud waren Keltiberer vom Stamm der Lusonen, die mit den Römern zusammenarbeiteten, was zur Ansiedlung von Kolonen führte. Unter Augustus erhielt die Siedlung den Rang eines Municipium mit Namen Augusta Bilbilis. Unter Tiberius wurden öffentliche Bauten wie Tempel und Forum errichtet. Auch eine Münzprägestätte entstand. Später wurde die römische Stadt fast völlig verlassen. In der westgotischen Zeit gab es lediglich kleinere Ansiedlungen in der Umgebung der alten Römerstadt.
Im 8. Jahrhundert errichteten die Mauren in der Nähe des römischen Bilbilis ihre Festung قلعة أيوب / Qalʿat Ayyūb / ‚Burg des Ajub‘, benannt nach einem hochrangigen Adligen. Die Burg gibt der Stadt noch heute ihren Namen. Der zugehörige Ort zu Füßen der Burg außerhalb des ehemaligen Bilbilis ist ebenfalls eine maurische Gründung, die die fruchtbare Erde der Umgebung nutzbar machen sollte. Er gehörte zunächst zur Obermark des Emirats (bis 929) bzw. Kalifats (ab 929) von Córdoba.
Die Familie der Tudschibiden erhob sich im 10. Jahrhundert in Saragossa gegen den ersten Kalifen von Córdoba, Abd ar-Rahman III., der daraufhin die Stadt Saragossa belagerte und im Jahr 937 Calatayud einnahm. Den Tudschibiden gelang dennoch die Etablierung eines eigenen Taifa-Königreichs in Saragossa (1017), in dem Calatayud im 11. Jahrhundert zu einer der bedeutendsten Städte wurde und zunächst von den Tudschibiden, später (seit 1039) von den Hudiden regiert wurde.
Im Jahr 1120 wurde Calatayud von einem aragonesischen Heer unter Alfons I. erobert (reconquista). Daraufhin erhielt die Stadt das Fuero de Calatayud (eine Art Stadtverfassung verbunden mit anderen Privilegien), und die Comunidad de Calatayud, Vorläufer der heutigen Comarca, entstand. Calatayud war zu diesem Zeitpunkt die zweitgrößte Stadt Aragoniens nach Saragossa.
Im Jahr 1348 erreichte die Pest die Iberische Halbinsel. Mit dem Auftreten der Pest eskalierten die bereits vorhandenen antijüdischen Einstellungen; sie steigerten sich zu den sogenannten Pestpogromen an Spaniern jüdischen Glaubens. Calatayud und Saragossa waren die einzigen Städte Spaniens ohne Pogrome. Im „Krieg der beiden Peter“ wurde Calatayud durch kastilische Truppen belagert und schließlich eingenommen (1362). Im Jahr 1461 schworen in der Stadt die Cortes von Aragonien auf Veranlassung von König Johann II., dessen Sohn Ferdinand, den späteren Katholischen König, als Thronfolger anzuerkennen und ihm zu folgen. Gut 20 Jahre später (1483) wurde in Calatayud die Aufgabe der letzten Widerstandskämpfer und die Eingliederung Gran Canarias in das spanische (kastilische) Reich besiegelt.
Im 17. und frühen 18. Jahrhundert bewirkten die Jesuiten, unter ihnen Baltasar Gracián, einen kulturellen Aufschwung in Calatayud. Sie wurden jedoch im Jahr 1767 aus ganz Spanien vertrieben.
Während der napoleonischen Kriege auf der iberischen Halbinsel nahmen Soldaten und Freiwillige aus Calatayud unter José de l’Hotellerie Fernández de Heredia, Baron von Warsage, an der zweiten Verteidigung Saragossas gegen die napoleonische Belagerung teil. Als im Jahr 1822 unter französischem Einfluss die spanischen Provinzen neu eingeteilt wurden, wurde Calatyud zur Hauptstadt der Provinz Calatayud, die allerdings nach einer territorialen Neuordnung nach der Rückkehr Ferdinands VII. zu alten Strukturen aufgelöst wurde. Als im Jahr 1833 die bis heute gültigen Provinzen geschaffen wurden, war die Provinz Calatayud erneut nicht dabei.
Nach der Machtübernahme der Stadt Calatayud durch das putschende Militär und die Guardia Civil während des Spanischen Bürgerkrieges wurden in der Schlucht von Bartolina nachweislich 400 Republikaner ermordet. Einige Studien gehen sogar von bis zu 2000 Getöteten aus. Die Ermordeten wurden in der Schlucht von Bartolina oder auf dem Friedhof Bartolina von Calatayud verscharrt.
Am 9. April 1978 konstituierten sich in der Kirche San Pedro de los Francos, in der im Jahr 1461 die Cortes Ferdinand II. anerkannt hatten, die ersten Cortes de Aragón der Neuzeit nach Ende der Franco-Diktatur. Sie wählten noch vor Annahme der spanischen Verfassung und Verabschiedung des Autonomiestatuts für Aragonien eine vorläufige Regierung Aragoniens. Calatayud rühmt sich darüber hinaus, die erste demokratische Gemeinde nach Ende der Franco-Ära zu sein, da hier die ersten Kommunalwahlen vorgezogen wurden.

## Baudenkmäler
Calatayud fällt vor allem durch ihre zahlreichen Türme im Mudéjar-Stil und viele sehenswerte Bauwerke auf.

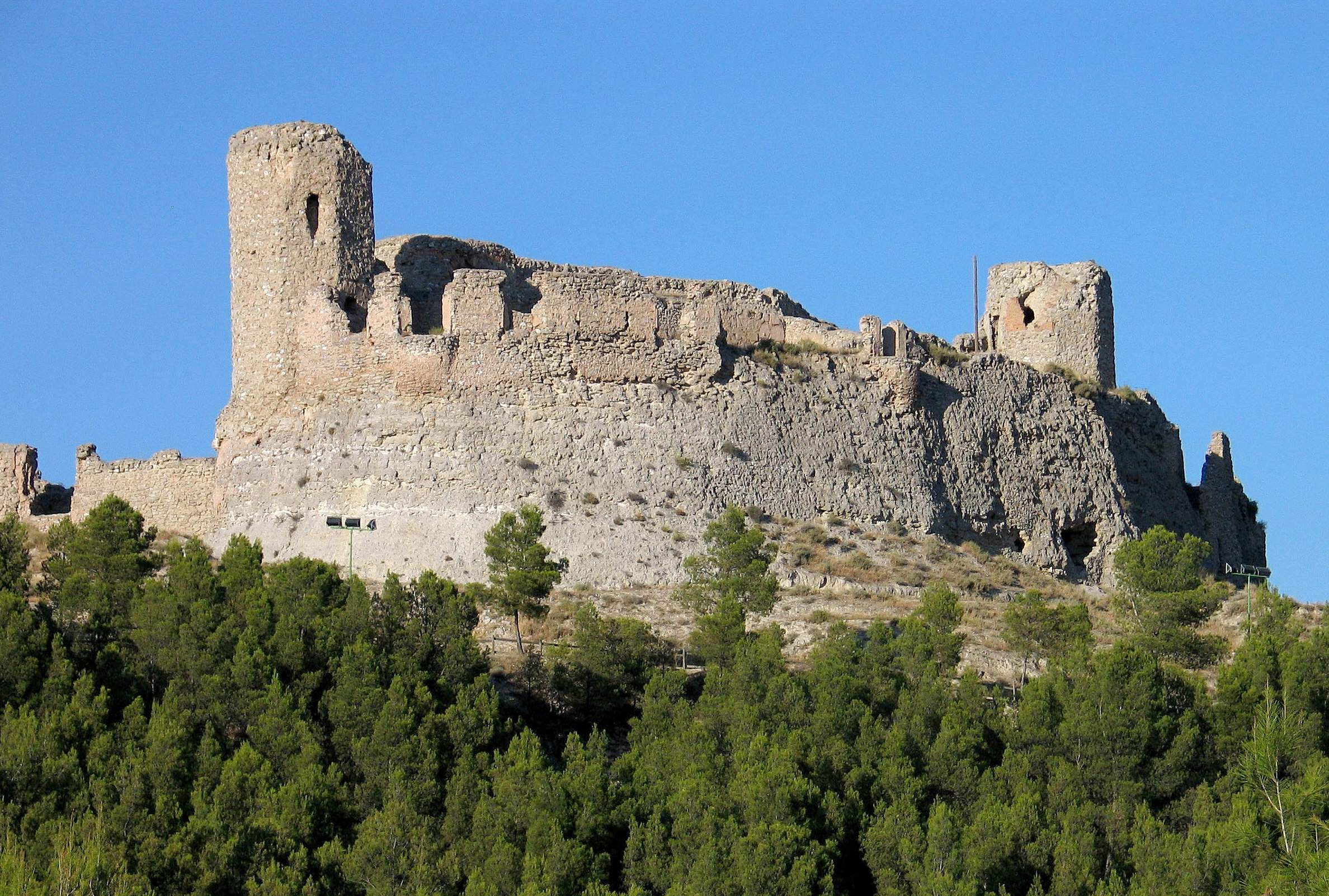
Castillo de Ayub

### Qalʿat Ayyūb
Die namensgebende Festung gilt als die älteste noch (in Teilen) erhaltene arabisch-maurische Burg der Iberischen Halbinsel. Aus im 8. Jahrhundert errichteten Verteidigungsstellungen wurde im 9. Jahrhundert die Festung ausgebaut. Die Festungsanlage besteht aus insgesamt fünf Teilfestungen, unter denen die Hauptburg, die Qalʿat Ayyūb, mit achteckigen Mudejar-Türmen oberhalb der Stadt auf einem Hügel herausragt. Sie besteht wiederum aus zwei Teilen, dem tieferen Nord- und dem höheren Südteil. In letzterem ist auch eine Zisterne (aljibe), erhalten. Die übrigen Festungsbauten, untereinander und mit der Hauptfestung durch zum Teil noch existierende Mauern verbunden, sind das Castillo de Doña Martina, das Castillo de Torre Mocha, das Castillo del Reloj und das stark zerstörte Castillo de la Peña.

### Baudenkmäler in der Altstadt

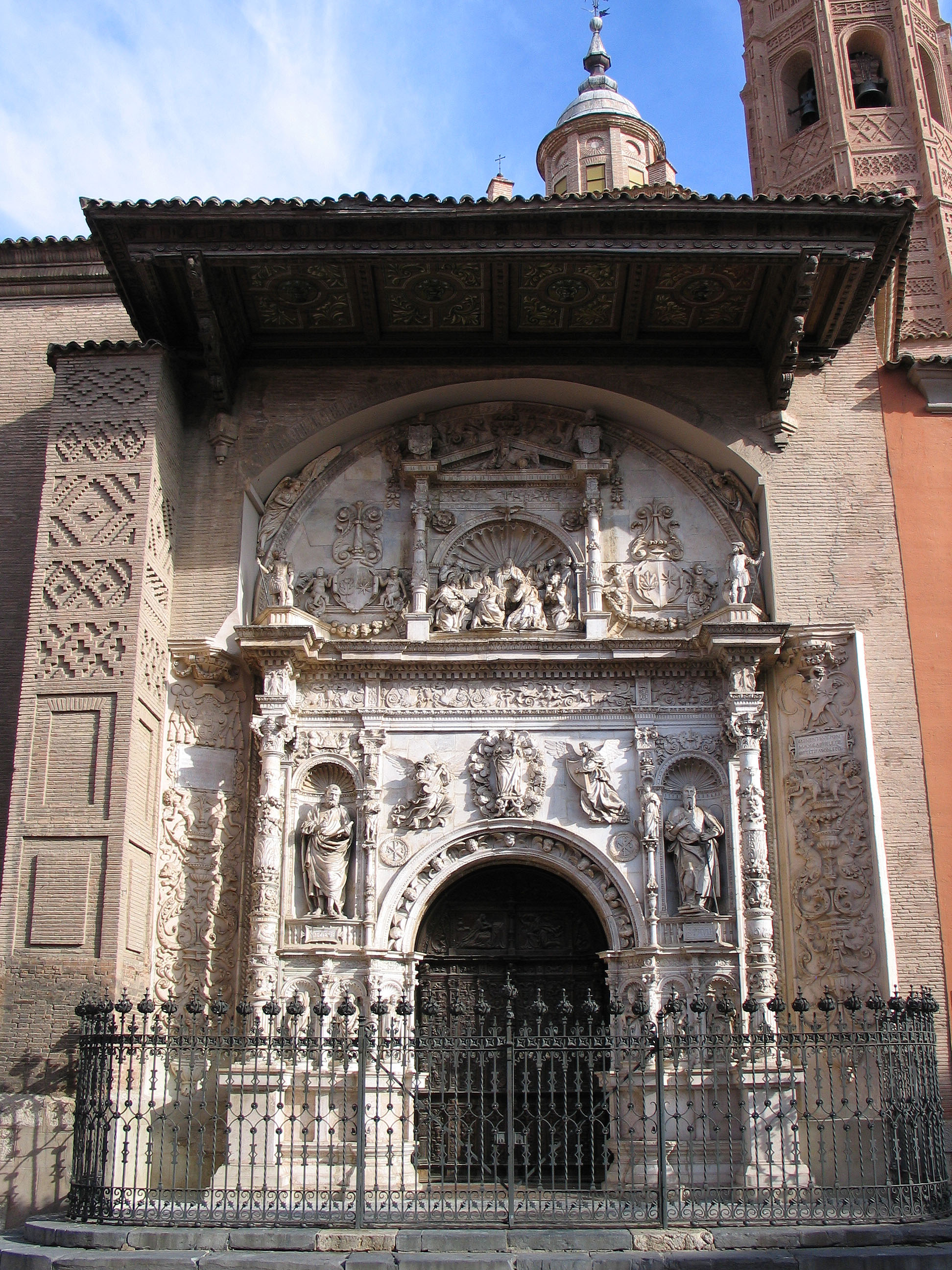
Fassade von Santa María la Mayor

- Die Kollegiatkirche Santa María la Mayor befindet sich in der Stadtmitte. Sie wurde über einer zerstörten Moschee errichtet und umfasst unter anderem einen Kreuzgang (claustro) aus dem 14. Jahrhundert und einen achteckigen Turm sowie eine Apsis, jeweils aus dem 16. Jahrhundert; die Fassade ist im plateresken Stil gestaltet. Im Inneren finden sich barocke Kapellen und mit Mudéjarformen ausgestaltete Deckenkuppeln. Seit dem Jahr 2001 gehört sie – wie andere Mudejar-Kirchen in Aragonien – zum Welterbe der UNESCO.[10]
- Die in den Jahren 1605 bis 1613 erbaute Kollegiatkirche Santo Sepulcro des Ordens vom Heiligen Grab zu Jerusalem (Real Colegiata del Santo Sepulcro) ist die dritte Kirche des Ordens an dieser Stelle; sie gilt als eine Nachahmung der Grabeskirche zu Jerusalem, auch wenn die von zwei Türmen flankierte Fassade ganz anderen architektonischen Vorstellungen folgt. Der weitgehend zerstörte Kreuzgang enthält noch Teile des Vorgängerbaus. Das Ordenshaus beherbergt bedeutende Kunstschätze.[11]
- Das Santuario de la Virgen de la Peña ist der Schutzpatronin der Stadt geweiht. Es befindet sich innerhalb des gleichnamigen Festungsteils und ist in ihrer heutigen Form neoklassizistisch (19. Jahrhundert).[12]
- Die im 17. Jahrhundert vom Jesuitenorden erbaute Kirche San Juan el Real (ursprünglich der Nuestra Señora del Pilar geweiht) wurde nach der Vertreibung des Ordens (1767) umbenannt. Sie ist ein bedeutendes Denkmal des spanischen Barock und enthält einige Goya zugeschriebene Malereien in den Pendentifs der Kuppel.[13]
- Der Turm der Kirche San Andrés ist ein weiteres Beispiel des Mudéjar-Stils. Das dreischiffige Innere entspricht einer Hallenkirche und ähnelt ein wenig einer Moschee.[14]

Über die großen Baudenkmäler hinaus sind die Stadtteile Morería und Judería als altes maurisches beziehungsweise jüdisches Viertel bedeutend.

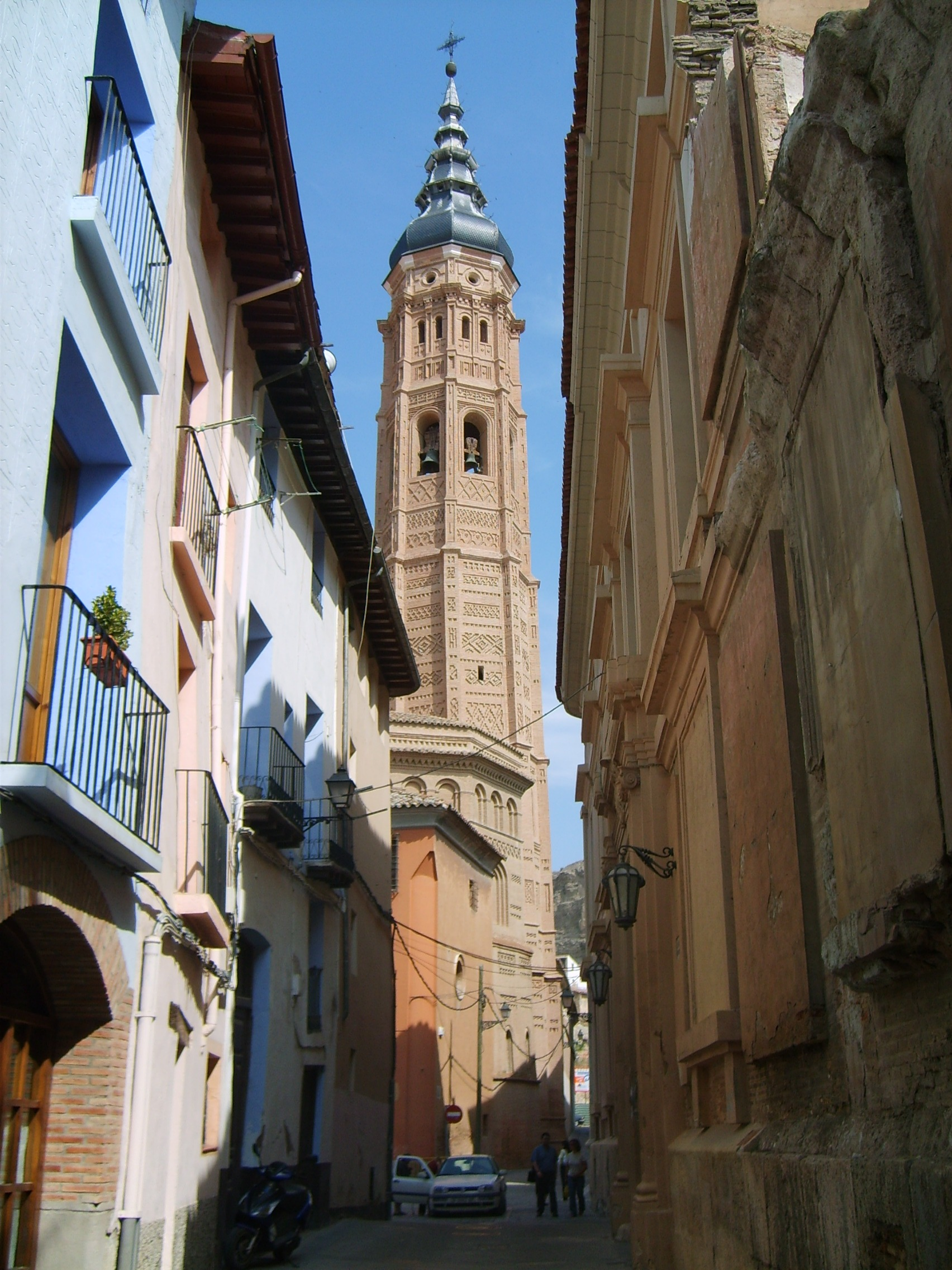
Turm von Santa María la Mayor
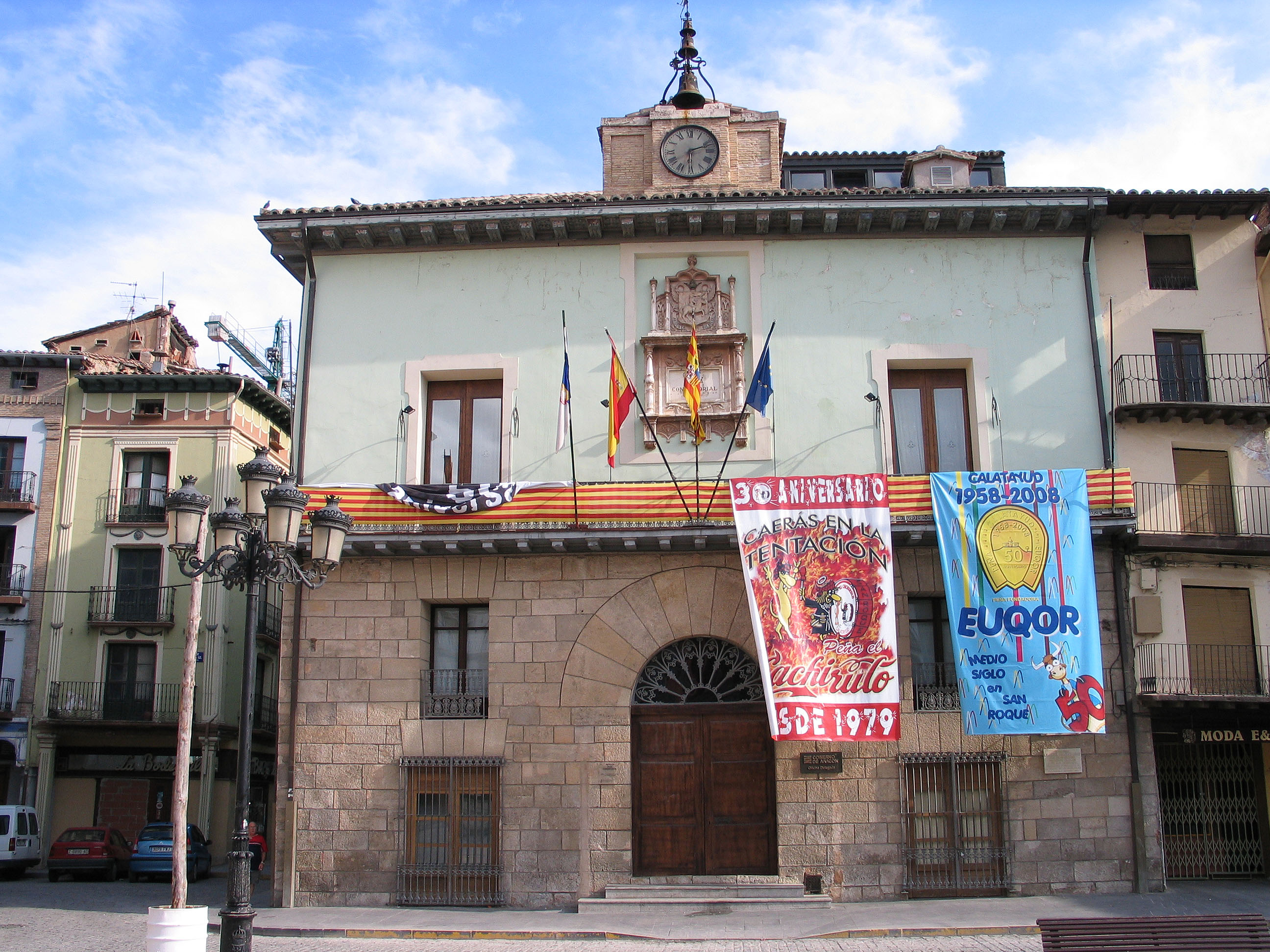
Altes Rathaus
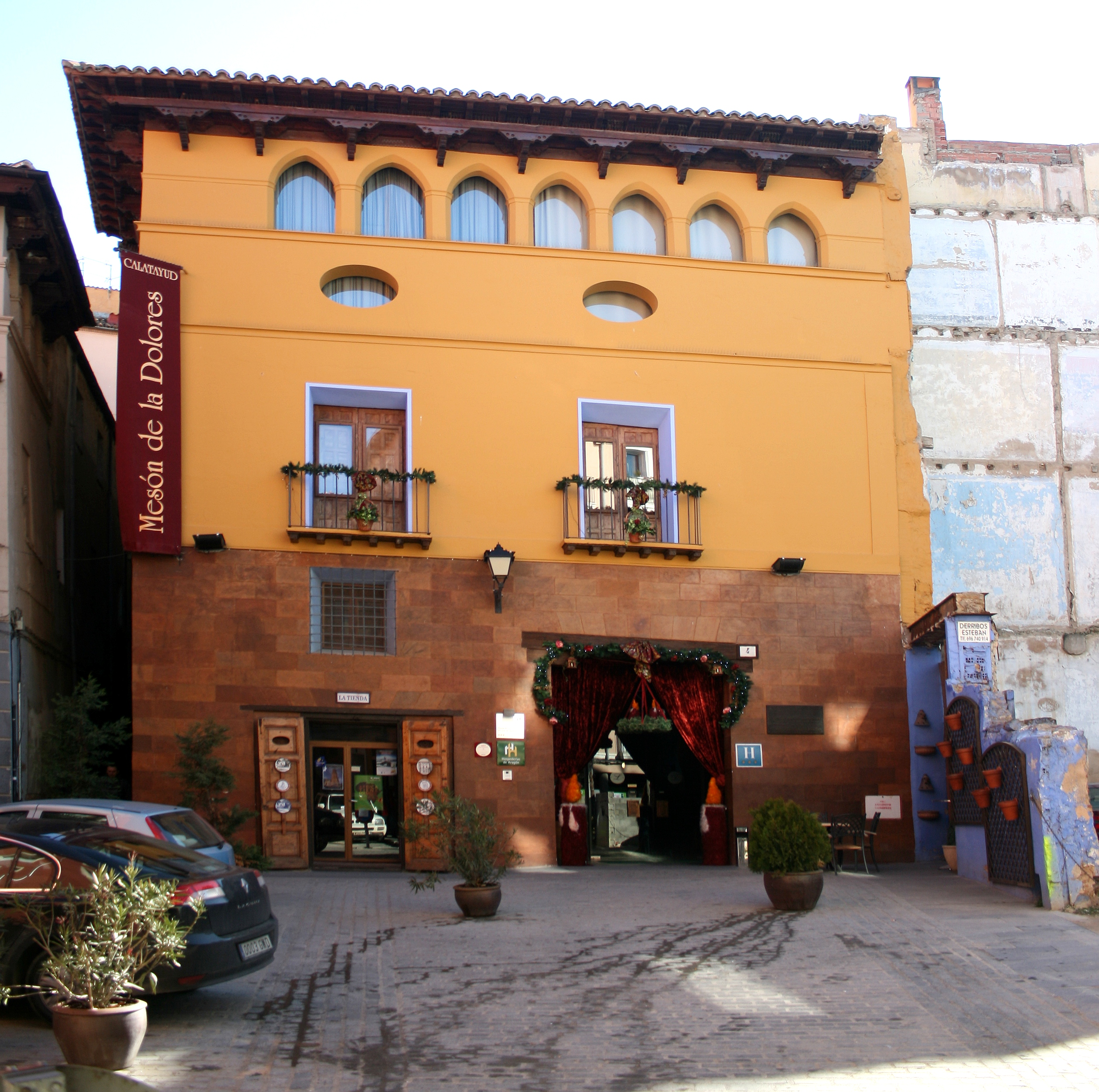
Mesón de la Dolores
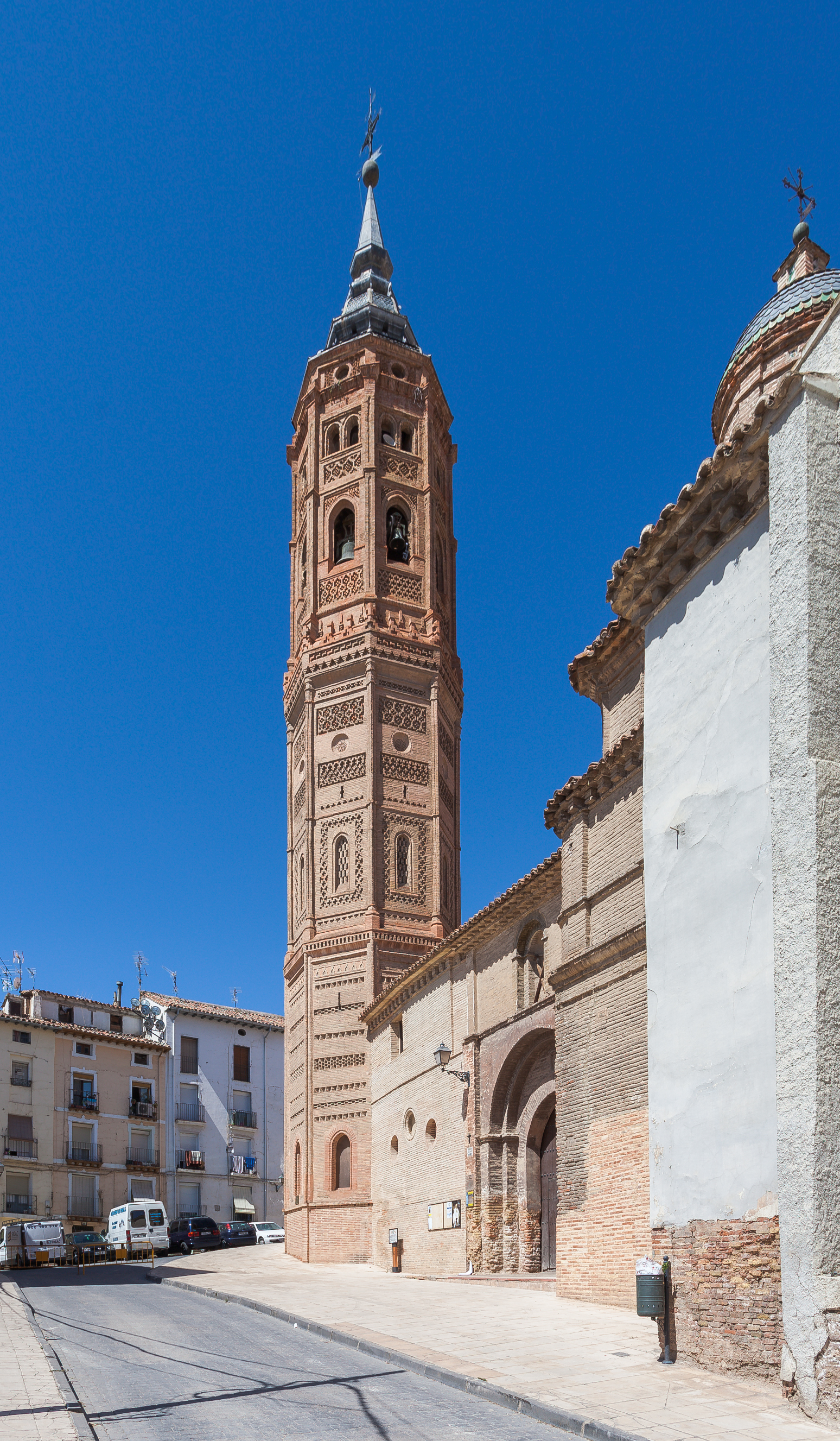
San Andrés-Kirche
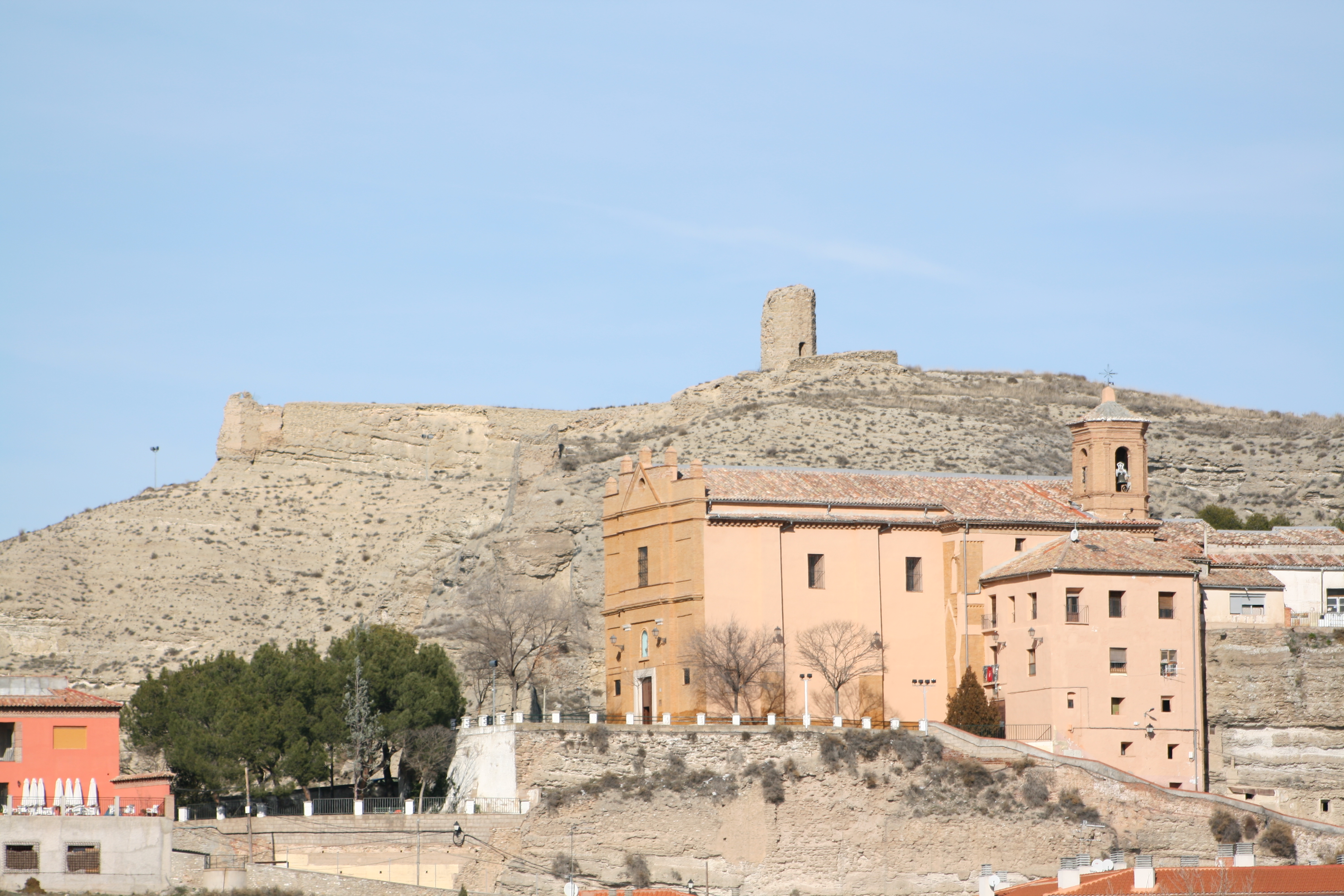
De la Peña-Kirche
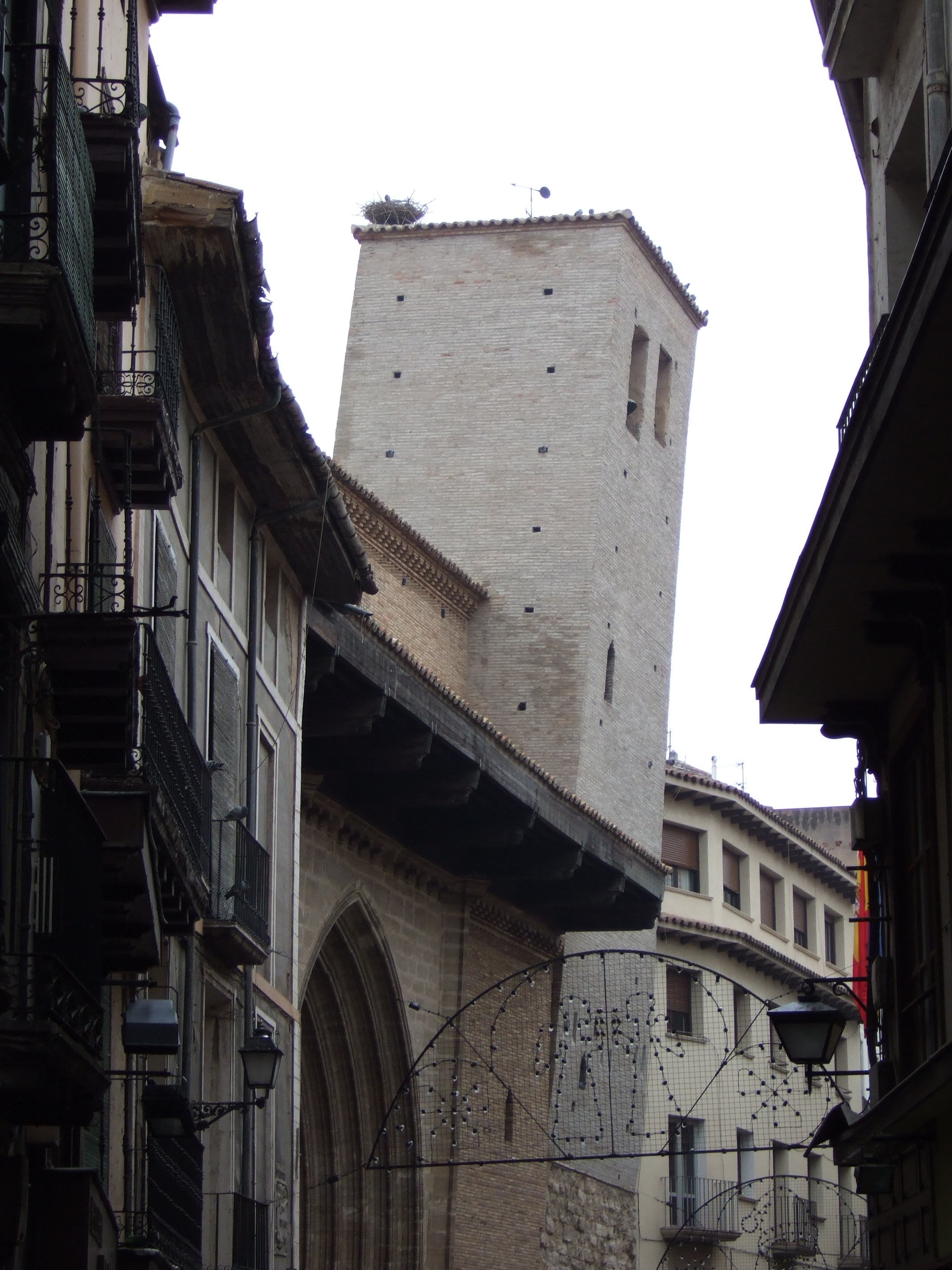
Iglesia de San Pedro de los Francos

## Bodenabsenkungen
In den letzten Jahrzehnten des 20. Jahrhunderts wird das Problem der durch Auswaschungen im gipsartigen Untergrundgestein verursachten Bodenabsenkungen immer virulenter. Zahlreiche Gebäude der Altstadt, aber auch neue Häuser zeigen Risse und wurden von ihren Bewohnern verlassen. Deutlich sichtbar wird das Problem am von brütenden Weißstörchen bewohnten „schiefen Turm“ der Kirche San Pedro de los Francos, dessen Dach bereits im Jahr 1840 aus Angst vor einem Einsturz abgetragen wurde.

## Sonstiges
Mitte des 19. Jahrhunderts entstand die in ganz Spanien bekannte Legende der „Dolores aus Calatayud“. Sie basiert auf der Geschichte von Dolores Peinador, einer sehr schönen Frau, die durch populäre Lieder (Coplas) besungen wurde. Auf den Liedern aufbauend entstanden Theaterstücke, Opern (u. a. von Tomás Bretón), Kunstlieder und Gedichte über die schöne Dolores, ihre Prätendienten und die Konfliktivität ihrer Zeit.

## Persönlichkeiten
- Marcus Valerius Martialis (40–um 103), römischer Dichter
- Dominicus a Jesu Maria OCD (1559–1630), Karmelit, Prior, Klostergründer und geistlicher Schriftsteller
- José Leonardo (1601–1652, 1653 oder um 1656), Maler des Siglo de Oro und des Madrider Barock
- José de Nebra (1702–1768), Komponist der Vorklassik
- Fernando Sebastián Aguilar (1929–2019), Kardinal, Erzbischof von Pamplona
- Santiago Mostajo (1932–2005), Radrennfahrer
- Pablo Abián (* 1985), Badmintonspieler